# Literatura obrachunków inteligenckich
Literatura obrachunków inteligenckich, in. literatura obrachunkowa – pojęcie wprowadzone przez krytyka literackiego Kazimierza Wykę na określenie pewnego typu polskich powieści, które ukazywały się w latach 1945–1948, a które łączyło podobieństwo postaw życiowych bohaterów literackich, ich wspólne inteligenckie pochodzenie oraz rewizja wyborów życiowych w kontekście wydarzeń wojennych i powojennych. Przejawami takiego obrachunku z własną przeszłością było albo odcięcie się inteligenta od tradycji, szyderstwo z niej i wykazywanie jej anachroniczności, albo szukanie sposobu na pogodzenie się z nową rzeczywistością.

## Historia
Po raz pierwszy tezę o istnieniu takiej prozy sformułował Wyka w artykule Rozrachunki inteligenckie (1946), opublikowanym na łamach tygodnika „Odrodzenie”, łącząc wspólnym mianownikiem powieści Jezioro Bodeńskie (1946) Stanisława Dygata, Drewniany koń (1946) Kazimierza Brandysa, Sprzysiężenie (1947) Stefana Kisielewskiego oraz zbiór opowiadań Sedan (1948) Pawła Hertza. Ich cechą wspólną miało być nawiązywanie do tradycji powieści modernistycznej, wyróżniającej się zindywidualizowanym bohaterem, roszczącym sobie prawa do oceniania i komentowania rzeczywistości. Pozornie są to powieści społeczno-obyczajowe, jednak według Wyki stanowią parabolę „straconych złudzeń” polskiej inteligencji.
Równolegle na łamach tygodnika „Kuźnica” rozpoczęła się krytyka inteligencji, którą zainicjował Józef Chałasiński w artykule Socjologia i historia inteligencji polskiej (1946) twierdząc, że warstwa ta zawsze izolowała się od pozostałych, nie angażując się w sprawy społeczne i ekonomiczne. Podobnie uważał Stefan Żółkiewski, krytykując klerkizm inteligencji, jej wyobcowanie i dominujący pesymizm. Była to jednak dyskusja ideologiczna, podczas gdy Wykę interesowała przede wszystkim budowa pojawiających się wówczas powieści (np. pewna konwencjonalność w ujmowaniu świata przedstawionego).
Późniejsi badacze zaliczyli do literatury obrachunkowej także takie powieści jak: Śmierć liberała Artura Sandauera (1947), Pożegnania Stanisława Dygata (1948), Mury Jerycha Tadeusza Brezy (1946), Popiół i diament Jerzego Andrzejewskiego (1948), Węzły życia Zofii Nałkowskiej (1948) czy Ostatnią Europę Mirosława Żuławskiego (1947), Rojsty Tadeusza Konwickiego (powstałe w 1948 roku, wyd. 1956). Zarówno w tych powieściach, jak i w utworach wymienionych przez Wykę, zastosowano odmienne sytuacje narracyjne; np. w Sedanie narrator komentuje rzeczywistość, w Jeziorze Bodeńskim jest jednocześnie bohaterem, opowiadającym o sobie oraz o dziejących się wydarzeniach, a w Sprzysiężeniu oraz w Popiele i diamencie czytelnik ma do czynienia z narracją trzecioosobową.
Zjawisko obrachunków inteligenckich w twórczości polskich pisarzy można dostrzec także w każdym następnym historycznym lub społeczno-politycznym momencie przełomowym: w literaturze lat 1956, 1968-1970 czy 1980. Popularne stają się wówczas takie gatunki jak dziennik, zapis rozmowy lub pamiętnik.